# Liste des stations de sports d'hiver de Savoie
La liste des stations de sports d'hiver de Savoie présente l'ensemble des villages et stations de sports d'hiver situés sur le territoire de la Savoie, qui correspond aux deux départements français de la Savoie et de la Haute-Savoie.
Ce territoire, qui a vu se développer le ski en France au début du XXe siècle, possède en 2016 au moins 114 villages et stations, selon l'organisme Savoie-Mont-Blanc, où se pratiquent les différentes formes de ski (alpin et de fond). L'article présente également les stades de neiges (absence d'hébergements) ou domaines nordiques (pratique du ski nordique ou ski de fond). Certaines stations ont décidé, au cours des années 1980, de fusionner leurs domaines de ski avec ceux de stations voisines afin de proposer avec un forfait unique de plus grands espaces. Certains d'entre eux se trouvent parmi les plus grands d'Europe et du monde.
- / Stations de sports d'hiver
- / Stades de neige
- Domaines nordiques

## Chiffres
En 2021 (chiffres de 2018), la capacité d'accueil de l'ensemble des stations savoyardes est estimée à 1 467 600 lits touristiques répartis dans 161 881 établissements.
En 2018, la région compte 9 des 10 stations les plus importantes en France en chiffre d'affaires, dont 3 des stations les plus fréquentées au monde, avec La Plagne en première position, les Arcs en troisième position et Val Thorens en huitième place. En 2021, ces stations se retrouvent respectivement en deuxième, cinquième et dixième position d'une année fortement marquée par la COVID-19[réf. nécessaire].
Les retombées économiques des domaines skiables sont estimées à 5,8 milliards d’euros. Elles représentent 19% du PIB de la région. Pour le département de la Savoie, selon la CCI, les retombées sont estimées à 3,9 milliards d’euros. Le chiffre d'affaires des domaines skiables est estimé pour le département à 858 M€ (saison 2019-2020). Ce chiffre représente 69 % des résultats dans cette activité pour la France.

## Stations de sports d'hiver
| Nom de la station                                                                                         | Nom de la commune (n⁰ du département)                         | Zone touristique                      | Domaine skiable · alpin nordique                                                                                        | Illustration |
| --- | ------------------------------------------------------------- | ------------------------------------- | --- | ------------ |
| Abondance                                                                                                 | Abondance (74)                                                | Haut-Chablais Portes du Soleil        | Portes du Soleil ( France- Suisse) Domaine nordique de la vallée d'Abondance                                            |              |
| Albiez | Albiez-Montrond (73)                                          | Maurienne                             | non-relié au domaine Les Sybelles Plateau de Montrond                                                                   |              |
| Arêches-Beaufort                                                                                          | Beaufort-sur-Doron (73)                                       | Beaufortain - Val d'Arly              | Domaines nordiques de Beaufort-Marcôt et le plateau de Cuvy                                                             |              |
| Aussois                                                                                                   | Aussois (73)                                                  | Maurienne                             | (également « forfait Eski-Mo ») Domaine nordique du monolithe                                                           |              |
| Avoriaz                                                                                                   | Morzine (74)                                                  | Haut-Chablais - Portes du Soleil      | Portes du Soleil ( France- Suisse) Domaine nordique d'Avoriaz                                                           |              |
| Hirmentaz                                                                                                 | Bellevaux (74)                                                | Vallée Verte - Les Brasses            | Hirmentaz - Les Habères et Stade de neige du Col du Feu Domaine nordique Les Mouilles                                   |              |
| La Chèvrerie                                                                                              | Bellevaux (74)                                                | Vallée Verte - Les Brasses            | Roc d'Enfer Domaine nordique Les Mouilles                                                                               |              |
| Bernex (Dent d'Oche)                                                                                      | Bernex (74)                                                   | Pays du Léman                         | Logo du ski alpin · Logo du ski de fond                                                                                 |              |
| Bessans                                                                                                   | Bessans (73)                                                  | Maurienne                             | Logo du ski alpin · Logo du ski de fond                                                                                 |              |
| Bisanne 1500                                                                                              | Villard-sur-Doron (73)                                        | Beaufortain - Val d'Arly              | Les Saisies - Espace Diamant Domaine nordique olympique de Crest-Voland Cohennoz – Les Saisies                          |              |
| Bonneval-sur-Arc                                                                                          | Bonneval-sur-Arc (73)                                         | Maurienne                             | Logo du ski alpin |              |
| Bozel | Bozel (73)                                                    | Tarentaise                            | proximité Courchevel - Les Trois Vallées - Paradiski Plan d'eau de Bozel                                                |              |
| Brides-les-Bains                                                                                          | Brides-les-Bains (73)                                         | Tarentaise                            | liaison avec Méribel - Les Trois Vallées Liaison domaines nordiques de Méribel                                          |              |
| Celliers                                                                                                  | La Léchère (73)                                               | Tarentaise                            | liaison avec le Valmorel - Le Grand Domaine                                                                             |              |
| Chamonix-Mont-Blanc                                                                                       | Chamonix-Mont-Blanc (74)                                      | Pays du Mont-Blanc                    | Vallée de Chamonix domaines des Grands Montets, Brévent/Flégère, Domaine de Balme et Les Houches                        |              |
| Champagny-en-Vanoise                                                                                      | Champagny-en-Vanoise (73)                                     | Tarentaise                            | relié avec La Plagne - Paradiski                                                                                        |              |
| Châtel | Châtel (74)                                                   | Haut-Chablais - Portes du Soleil      | Portes du Soleil ( France- Suisse) Domaine nordique de la vallée d'Abondance                                            |              |
| Col du Feu                                                                                                | Lullin (74)                                                   | Vallée Verte - Les Brasses            | Stade de neige du col du Feu                                                                                            |              |
| Combloux                                                                                                  | Combloux - Cordon (74)                                        | Pays du Mont-Blanc                    | Portes du Mont-Blanc - Évasion Mont-Blanc                                                                               |              |
| Domaine skiable de Cordon                                                                                 | Cordon, Sallanches (74)                                       | Pays du Mont-Blanc                    | Évasion Mont-Blanc |              |
| Courchevel (Courchevel Saint-Bon, Courchevel Le Praz, Courchevel Village, Courchevel Moriond, Courchevel) | Saint-Bon-Tarentaise (73)                                     | Tarentaise                            | Les Trois Vallées |              |
| Crest-Voland Cohennoz                                                                                     | Crest-Voland - Cohennoz (73)                                  | Beaufortain - Val d'Arly              | Espace Diamant Domaine nordique olympique de Crest-Voland Cohennoz – Les Saisies                                        |              |
| Le Désert d'Entremont                                                                                     | Entremont-le-Vieux (73)                                       | Massif de la Chartreuse               | Espace nordique des Entremonts                                                                                          |              |
| Doucy-Combelouvière                                                                                       | La Léchère (73)                                               | Tarentaise                            | Valmorel - Le Grand Domaine                                                                                             |              |
| Flaine | Arâches-la-Frasse, Magland (74)                               | Arve - Faucigny - Genevois            | Grand Massif |              |
| Flumet - Saint-Nicolas-la-Chapelle                                                                        | Flumet, Saint-Nicolas-la-Chapelle (73)                        | Beaufortain - Val d'Arly              | - Espace Diamant |              |
| Hauteluce - Val Joly                                                                                      | Hauteluce (73)                                                | Beaufortain - Val d'Arly              | Les Contamines - Évasion Mont-Blanc                                                                                     |              |
| La Chapelle-d'Abondance                                                                                   | La Chapelle-d'Abondance (74)                                  | Haut-Chablais - Portes du Soleil      | Portes du Soleil ( France- Suisse) Domaine nordique de la vallée d'Abondance                                            |              |
| La Clusaz                                                                                                 | La Clusaz (74)                                                | Massif des Aravis - Massif des Bornes | La Clusaz-Manigod par navettes au domaine des Aravis Espaces nordiques des Confins et du plateau de Beauregard          |              |
| La Giettaz-en-Aravis                                                                                      | La Giettaz (73)                                               | Beaufortain - Val d'Arly              | Portes du Mont-Blanc - Évasion Mont-Blanc                                                                               |              |
| La Norma                                                                                                  | Villarodin-Bourget (73)                                       | Maurienne                             | (également « forfait Eski-Mo »)                                                                                         |              |
| La Plagne (Plagne-Village, Plagne 1800, Plagne Bellecôte, Plagne centre)                                  | Aime-la-Plagne, La Plagne Tarentaise (73)                     | Tarentaise                            | Grande Plagne - Paradiski                                                                                               |              |
| La Rosière                                                                                                | Montvalezan (73)                                              | Tarentaise                            | Espace San Bernardo ( France- Italie)                                                                                   |              |
| La Sambuy-Seythenex                                                                                       | Faverges-Seythenex (74)                                       | Région du lac d'Annecy                | Domaine nordique du Val de Tamié - les Combes                                                                           |              |
| La Tania                                                                                                  | La Perrière (73)                                              | Tarentaise                            | Courchevel - Les Trois Vallées                                                                                          |              |
| La Toussuire                                                                                              | Fontcouverte-la-Toussuire (73)                                | Maurienne                             | Les Bottières - Les Sybelles Plan Nordique Le Corbier - La Toussuire                                                    |              |
| Le Biot - Drouzin-le-Mont (fermée)                                                                        | Le Biot (74)                                                  | Haut-Chablais - Portes du Soleil      | |              |
| Le Corbier                                                                                                | Villarembert (73)                                             | Maurienne                             | Les Sybelles Plan Nordique Le Corbier - La Toussuire                                                                    |              |
| Espace nordique du Grand Coin                                                                             | Saint-François-Longchamp (73)                                 | Maurienne                             | Espace nordique du Grand Coin                                                                                           |              |
| Le Grand-Bornand                                                                                          | Le Grand-Bornand (74)                                         | Massif des Aravis - Massif des Bornes | par navettes au domaine des Aravis                                                                                      |              |
| Le Granier                                                                                                | Entremont-le-Vieux (73)                                       | Massif de la Chartreuse               | Logo du ski alpin |              |
| Le Plateau d'Agy                                                                                          | Saint-Sigismond (74)                                          | Massif du Giffre - Grand Massif       | Logo du ski de fond |              |
| Le Plateau des Glières                                                                                    | Le Petit-Bornand-les-Glières (74)                             | Arve - Faucigny - Genevois            | Logo du ski de fond |              |
| Le Reposoir                                                                                               | Le Reposoir (74)                                              | Arve - Faucigny - Genevois            | Logo du ski alpin |              |
| Les Aillons-Margériaz                                                                                     | Aillon-le-Jeune (73)                                          | Massif des Bauges                     | Logo du ski alpin · Logo du ski de fond                                                                                 |              |
| Les Arcs (1600, 1800, 1950, 2000)                                                                         | Bourg-Saint-Maurice (73)                                      | Tarentaise                            | Paradiski |              |
| Les Bottières                                                                                             | Saint-Pancrace (73)                                           | Maurienne                             | La Toussuire - Les Sybelles                                                                                             |              |
| Les Brasses                                                                                               | Saint-Jeoire, Bogève, Onnion et Viuz-en-Sallaz (74)           | Massif des Aravis - Massif des Bornes | Domaine nordique de Plaine-Joux-Les Brasses                                                                             |              |
| Les Carroz d'Arâches                                                                                      | Arâches-la-Frasse (74)                                        | Massif du Giffre - Grand Massif       | Grand Massif Centre Nordique d'Agy                                                                                      |              |
| Les Contamines                                                                                            | Les Contamines-Montjoie (74)                                  | Pays du Mont-Blanc                    | Évasion Mont-Blanc |              |
| Les Gets                                                                                                  | Les Gets (74)                                                 | Haut-Chablais - Portes du Soleil      | Portes du Soleil ( France- Suisse)                                                                                      |              |
| Les Habères                                                                                               | Habère-Poche (74)                                             | Vallée Verte - Les Brasses            | Hirmentaz - Les Habères Espace nordique des Moises                                                                      |              |
| Les Houches                                                                                               | Les Houches-Servoz (74)                                       | Pays du Mont-Blanc                    | Vallée de Chamonix Domaines nordiques des Chavants et du plateau du Prarion                                             |              |
| Les Karellis                                                                                              | Montricher-Albanne (73)                                       | Maurienne                             | Logo du ski alpin · Logo du ski de fond                                                                                 |              |
| Les Menuires                                                                                              | Les Belleville (73)                                           | Tarentaise                            | Les Trois Vallées |              |
| Les Rafforts (Héry)                                                                                       | Ugine (73)                                                    | Beaufortain - Val d'Arly              | Logo du ski alpin |              |
| Les Saisies                                                                                               | Hauteluce - Villard-sur-Doron (73)                            | Beaufortain - Val d'Arly              | Espace Diamant Domaine nordique olympique de Crest-Voland Cohennoz – Les Saisies                                        |              |
| Manigod                                                                                                   | Manigod (74)                                                  | Massif des Aravis - Massif des Bornes | La Clusaz-Manigod - par navettes au domaine des Aravis Espaces nordiques des Confins et du plateau de Beauregard        |              |
| Domaines : Le Jaillet, Mont d'Arbois                                                                      | Megève (74)                                                   | Pays du Mont-Blanc                    | Portes du Mont-Blanc - Évasion Mont-Blanc                                                                               |              |
| Méribel - Méribel-Mottaret                                                                                | Les Allues (73)                                               | Tarentaise                            | Les Trois Vallées Domaines du lac de Tuéda et la forêt protégée de l’Altiport                                           |              |
| Montchavin-les-Coches                                                                                     | La Plagne Tarentaise (73)                                     | Tarentaise                            | Grande Plagne - Paradiski Domaine nordique de La Plagne                                                                 |              |
| Montmin-Col de La Forclaz                                                                                 | Talloires-Montmin (74)                                        | Région du lac d'Annecy                | Logo du ski alpin |              |
| Montriond                                                                                                 | Montriond (74)                                                | Haut-Chablais - Portes du Soleil      | Avoriaz - Portes du Soleil Domaine nordique d'Avoriaz                                                                   |              |
| Mont-Saxonnex                                                                                             | Mont-Saxonnex (74)                                            | Arve - Faucigny - Genevois            | Logo du ski alpin |              |
| Morillon                                                                                                  | Morillon (74)                                                 | Massif du Giffre - Grand Massif       | Grand Massif Espace nordique du Haut Giffre                                                                             |              |
| Morzine                                                                                                   | Morzine (74)                                                  | Haut-Chablais - Portes du Soleil      | Portes du Soleil ( France- Suisse)                                                                                      |              |
| Nâves | Aigueblanche (73)                                             | Tarentaise                            | Logo du ski de fond |              |
| Notre-Dame-de-Bellecombe                                                                                  | Notre-Dame-de-Bellecombe (73)                                 | Beaufortain - Val d'Arly              | Espace Diamant |              |
| Notre-Dame-du-Pré                                                                                         | Notre-Dame-du-Pré (73)                                        | Tarentaise                            | Logo du ski alpin |              |
| Orange-Montisel                                                                                           | Saint-Sixt, La Roche-sur-Foron (74)                           | Arve - Faucigny - Genevois            | Logo du ski alpin |              |
| Orelle | Orelle (73)                                                   | Maurienne                             | Val Thorens, Les Trois Vallées                                                                                          |              |
| Passy Plaine-Joux                                                                                         | Passy (74)                                                    | Pays du Mont-Blanc                    | Logo du ski alpin · Logo du ski de fond                                                                                 |              |
| Peisey-Vallandry                                                                                          | Landry, Peisey-Nancroix (73)                                  | Tarentaise                            | les Arcs - Paradiski Site nordique de Peisey-Vallandry                                                                  |              |
| Plagne Montalbert                                                                                         | Aime-la-Plagne (Longefoy) (73)                                | Tarentaise                            | Grande Plagne - Paradiski                                                                                               |              |
| Pralognan-la-Vanoise                                                                                      | Pralognan-la-Vanoise (73)                                     | Tarentaise                            | Logo du ski alpin · Logo du ski de fond                                                                                 |              |
| Praz-de-Lys - Sommand                                                                                     | Mieussy, Taninges (74)                                        | Massif du Giffre - Grand Massif       | Logo du ski alpin · Logo du ski de fond                                                                                 |              |
| Praz-sur-Arly                                                                                             | Praz-sur-Arly (74)                                            | Pays du Mont-Blanc                    | Espace Diamant |              |
| Romme | Nancy-sur-Cluses (74)                                         | Arve - Faucigny - Genevois            | Logo du ski alpin |              |
| Saint-Colomban-des-Villards                                                                               | Saint-Colomban-des-Villards (73)                              | Maurienne                             | Les Sybelles |              |
| Sainte-Foy-Tarentaise                                                                                     | Sainte-Foy-Tarentaise (73)                                    | Tarentaise                            | Logo du ski alpin |              |
| Saint-François-Longchamp                                                                                  | Saint-François-Longchamp (73)                                 | Maurienne                             | Le Grand Domaine Espace nordique du Grand Coin                                                                          |              |
| Saint-Gervais Mont-Blanc                                                                                  | Saint-Gervais-les-Bains (74)                                  | Pays du Mont-Blanc                    | Évasion Mont-Blanc |              |
| Saint-Jean-d'Arves                                                                                        | Saint-Jean-d'Arves (73)                                       | Maurienne                             | Le Corbier - Les Sybelles                                                                                               |              |
| La Grande-Terche                                                                                          | Saint-Jean-d'Aulps (74)                                       | Haut-Chablais - Portes du Soleil      | Roc d'Enfer - Portes du soleil ( France- Suisse)                                                                        |              |
| Saint-Jean-de-Sixt                                                                                        | Saint-Jean-de-Sixt (74)                                       | Massif des Aravis - Massif des Bornes | et par navettes au domaine des Aravis (La Clusaz-Le Grand-Bornand)                                                      |              |
| Saint-Martin-de-Belleville                                                                                | Les Belleville (73)                                           | Tarentaise                            | Les Menuires-Les Trois Vallées                                                                                          |              |
| Saint-Pierre-de-Chartreuse - Le Planolet                                                                  | Saint-Pierre-d'Entremont, Saint-Pierre-de-Chartreuse (73, 38) | Massif de la Chartreuse               | Logo du ski alpin |              |
| Saint-Sorlin-d'Arves                                                                                      | Saint-Sorlin-d'Arves (73)                                     | Maurienne                             | Les Sybelles |              |
| Col de Solaison                                                                                           | Brizon (74)                                                   | Arve - Faucigny - Genevois            | Logo du ski de fond |              |
| Samoëns                                                                                                   | Samoëns (74)                                                  | Massif du Giffre - Grand Massif       | Grand Massif Domaine nordique de la vallée du Giffre                                                                    |              |
| Savoie Grand Revard                                                                                       | Les Déserts, Saint-François-de-Sales (73)                     | Massif des Bauges                     | Logo du ski de fond · Logo du ski de fond                                                                               |              |
| Séez | Séez (73)                                                     | Tarentaise                            | Espace San Bernardo ( France- Italie)                                                                                   |              |
| Stade de neige du Semnoz                                                                                  | Leschaux, Annecy (74)                                         | Région du lac d'Annecy                | Logo du ski alpin · Logo du ski de fond                                                                                 |              |
| Sixt-Fer-à-Cheval                                                                                         | Sixt-Fer-à-Cheval (74)                                        | Massif du Giffre - Grand Massif       | Grand Massif |              |
| Domaine Nordique de Sur-Lyand - Grand-Colombier                                                           | Corbonod, Seyssel (01, 73)                                    | Pays de l'Albanais - Pays du Rhône    | Logo du ski de fond |              |
| Thollon-les-Mémises                                                                                       | Thollon-les-Mémises (74)                                      | Pays du Léman                         | Logo du ski alpin · Logo du ski de fond                                                                                 |              |
| Thorens-Glières                                                                                           | Thorens-Glières (74)                                          | Arve - Faucigny - Genevois            | Montpiton Plateau des Glières                                                                                           |              |
| Tignes | Tignes (73)                                                   | Tarentaise                            | Espace Killy |              |
| Valfréjus                                                                                                 | Modane (73)                                                   | Maurienne                             | (également « forfait Eski-Mo »)                                                                                         |              |
| Valloire                                                                                                  | Valloire (73)                                                 | Maurienne                             | Galibier-Thabor |              |
| Vallorcine                                                                                                | Vallorcine (74)                                               | Pays du Mont-Blanc                    | Domaine de la Balme-Vallée de Chamonix                                                                                  |              |
| Valmeinier                                                                                                | Valmeinier (73)                                               | Maurienne                             | Galibier-Thabor |              |
| Valmorel                                                                                                  | Les Avanchers-Valmorel (73)                                   | Tarentaise                            | Le Grand Domaine |              |
| Val Cenis Vanoise                                                                                         | Val-Cenis, Lanslevillard (73)                                 | Maurienne                             | Val Cenis Vanoise (également « forfait Eski-Mo ») Domaine nordique du monolithe Domaine nordique de Bramans Val d'Ambin |              |
| Val-d'Isère                                                                                               | Val-d'Isère (73)                                              | Tarentaise                            | Espace Killy |              |
| Val Gelon - La Rochette                                                                                   | La Rochette (73)                                              | Région de Chambéry - Combe de Savoie  | Logo du ski de fond |              |
| Val Thorens                                                                                               | Saint-Martin-de-Belleville (73)                               | Tarentaise                            | Les Trois Vallées |              |
| Villaroger                                                                                                | Villaroger (73)                                               | Tarentaise                            | Paradiski |              |

## Les grands domaines skiables
Présentation des grands domaines skiables de Savoie.
| Nom du domaine                                                                  | Communes / stations touristiques | Pistes (nombre) | Pistes (Km) | Remontées mécaniques (nombre) | Capacité (nombre de lit) |            |            |           |              |
| ------------------------------------------------------------------------------- | --- | --------------- | ----------- | ----------------------------- | ------------------------ | ---------- | ---------- | --------- | ------------ |
| Espace Diamant                                                                  | Bisanne 1500 ; Crest-Voland Cohennoz ; Flumet - Saint-Nicolas-la-Chapelle ; Hauteluce ; Notre-Dame-de-Bellecombe ; Praz-sur-Arly ; Les Saisies | Pistes (nombre) | Pistes (Km) | Remontées mécaniques (nombre) | Capacité (nombre de lit) | 157 (2017) | 192 (2017) | 81 (2017) | 48789 (2016) |
| Espace Killy                                                                    | Tignes, Val d'Isère | 154 (2017)      | 300 (2017)  | 81 (2017)                     | 64 665 (2016)            |            |            |           |              |
| Espace San Bernardo ( France- Italie)                                           | Séez ; La Rosière | 83              | 160         | 38                            | 32255                    |            |            |           |              |
| Évasion Mont-Blanc (pas complètement connecté)                                  | Combloux ; La Giettaz-en-Aravis ; Les Contamines (Hauteluce et Les Contamines-Montjoie) ; Megève ; Saint-Gervais Mont-Blanc ; Saint-Nicolas-de-Véroce                                                                                              | 220 (2017)      | 445 (2017)  | 251 (2017)                    | 109814 (2016)            |            |            |           |              |
| Galibier-Thabor                                                                 | Valloire ; Valmeinier | 85 (2017)       | 150 (2017)  | 38 (2017)                     | 28964 (2016)             |            |            |           |              |
| Hirmentaz-Les Habères                                                           | Les Habères ; Hirmentaz | 47 (2017)       | 50 (2017)   | 23 (2017)                     | 5707 (2016)              |            |            |           |              |
| Grand Domaine                                                                   | Celliers ; Doucy-Combelouvière ; Saint-François-Longchamp ; Valmorel | 165             | 86          | 46                            | 28305                    |            |            |           |              |
| Le Grand Massif                                                                 | Les Carroz d'Arâches ; Flaine ; Morillon ; Samoëns ; Sixt-Fer-à-Cheval | 149             | 265         | 69                            | 65665                    |            |            |           |              |
| Portes du Mont-Blanc (Espace Jaillet) (pas complètement connecté)               | Combloux ; Domaine skiable de Cordon ; La Giettaz-en-Aravis ; Megève (Jaillet) | 63 (2017)       | 100 (2017)  | 32 (2017)                     | 72824 (2016)             |            |            |           |              |
| Portes du Soleil ( France- Suisse) (pas complètement connecté)                  | Abondance ; Avoriaz ; La Chapelle-d'Abondance ; Châtel ; Les Gets ; Montriond ; Morzine ; Saint-Jean-d'Aulps-Espace Roc d'Enfer | 280             | 650         | 195                           | 105390                   |            |            |           |              |
| Les Sybelles                                                                    | Les Bottières ; Le Corbier ; Saint-Sorlin-d'Arves ; Saint-Jean-d'Arves ; Saint-Colomban-des-Villards ; La Toussuire | 107             | 310         | 69                            | 44340                    |            |            |           |              |
| Les Trois Vallées                                                               | Brides-les-Bains ; Courchevel ; Les Menuires ; Méribel ; Orelle ; Saint-Martin-de-Belleville ; La Tania ; Val Thorens | 343 (2017)      | 600 (2017)  | 159 (2017)                    | 147041 (2016)            |            |            |           |              |
| Domaine des Aravis (pas complètement connecté)                                  | Domaine La Clusaz-Manigod (La Clusaz et Manigod : stations de Merdassier - Croix-Fry) ; Le Grand-Bornand ; Saint-Jean-de-Sixt | 130 (2017)      | 220         | 78 (2017)                     | 56575                    |            |            |           |              |
| Paradiski                                                                       | domaine Grande Plagne (Champagny-en-Vanoise, Montchavin-les-Coches, Plagne Montalbert, Plagne 1800, Plagne Centre, Aime la Plagne, Plagne-Villages, Plagne Soleil, Plagne-Bellecôte, Belle-Plagne) relié aux Arcs, Peisey-Vallandry et Villaroger. | 235             | 425         | 134                           | 102035                   |            |            |           |              |
| Roc d'Enfer                                                                     | La Grande Terche ; La Chèvrerie | 24              | 50          | 15                            | 12527 (2016)             |            |            |           |              |
| Savoie Grand Revard                                                             | Les Déserts ; Saint-François-de-Sales | 34 (2017)       | 50 (2017)   | 13 (2017)                     | 2114 (2016)              |            |            |           |              |
| Vallée de Chamonix Forfait « Mont Blanc Unlimited » (pas complètement connecté) | Chamonix-Mont-Blanc (domaines des Grands Montets, de Brévent/Flégère, de Balme) ; Les Houches-Servoz ; Vallorcine | 237             | 470         |                               | 73747                    |            |            |           |              |
| Val Cenis Vanoise                                                               | Val Cenis Vanoise (Lanslebourg-Mont-Cenis, Lanslevillard), Sollières-Sardières, Termignon-La-Vanoise, Bramans Un forfait, appelé « Eski-Mo », a été mis en place afin de skier dans 5 stations : Aussois, La Norma, Valfréjus, Val Cenis Vanoise   | 57              | 125         | 27                            | 17803 35794              |            |            |           |              |